# رینگرایک
رینگرایک (به لاتین: Ringerike) یک منطقهٔ مسکونی در نروژ است که در بوسکرود واقع شده‌است. رینگرایک ۳٬۸۰۱ کیلومتر مربع مساحت و ۵۵٬۸۸۳ نفر جمعیت دارد.